# Homosexual
Homosexual é o quinto álbum solo do cantor australiano Darren Hayes, lançado em outubro de 2022.
O álbum marcou o retorno do cantor à mídia, após exatos 11 anos desde o lançamento de seu último trabalho.

## Composição
Em Homosexual, Hayes trata de temas como traumas de infância, depressão na família e ideação suicida, tudo sob o disfarce de canções pop cativantes como "Music Video", "Poison Heart" e "Hey Matt".
"Meu desenlace com minha sexualidade foi completamente encoberto por, honestamente, pensamentos suicidas", disse o artista em uma entrevista à Rolling Stone em outubro de 2022. "Eu tinha medo que se soubessem como eu realmente era, eu seria odiado", revelou.
Por isso, o título do álbum foi estampado como homossexual:

É simplesmente pegar uma palavra que foi usada para me punir e para me silenciar, e dizer não, eu vou usar isto como o mais poderoso adjetivo para descrever minha mágica. Isto que me fez temeroso? Eu vou usá-la e dizer que é a coisa que me faz extraordinário.— Darren Hayes (2022)

## Gravação
O álbum foi composto e produzido por Hayes totalmente sozinho, em seu estúdio em casa, na cidade de Los Angeles, nos Estados Unidos.
"Significa muito para mim que cada som que você escuta neste álbum: eu fiz", explica ele. "Cada palavra. Cada sintetizador. Cada acorde. Cada decisão foi tomada por mim com amor, estudando-a. E tudo é simbólico, tudo tem um sentido, e tudo completamente é como um fio que vai do meu cérebro para a pessoa que vai escutar", conta.

## Lançamento
Anunciado em agosto de 2022, Homosexual foi lançado em CD, vinil, streaming e download digital no mês de outubro, sendo o primeiro álbum do cantor em mais de uma década.
Foi lançado mundialmente pelo seu próprio selo fonográfico Powdered Sugar, com o qual publica seus trabalhos desde 2007, de forma independente. O primeiro single do álbum foi a faixa "Let's Try Being In Love", lançada em janeiro de 2022. Pouco tempo depois, o cantor também anunciou seu primeiro show ao vivo em dez anos, realizado em 5 de março no Sydney Gay & Lesbian Mardi Gras Parade, na Austrália. No mesmo mês, o segundo single "Do You Remember?" foi lançado, seguindo por remixes para ambas as faixas.
"Poison Blood" foi a terceira canção revelada do álbum, em junho do mesmo ano, com um teledisco inspirado em clipes do cantor Prince. "All You Pretty Things" foi a quarta música de trabalho, antecipando o lançamento do disco no mês de outubro.

## Faixas
1. "Let's Try Being In Love"
2. "Do You Remember?"
3. "A Little Death"
4. "Poison Blood"
5. "Hey Matt"
6. "Homosexual (Act One)"
7. "Music Video"
8. "Euphoric Equation"
9. "Nocturnal Animal"
10. "Feels Like It's Over"
11. "All You Pretty Things"
12. "We Are Alchemists"
13. "Homosexual (Act Two)"
14. "Birth"

## Paradas musicais
Lançado de forma totalmente independente, o álbum teve seu melhor desempenho comercial no Reino Unido, onde atingiu o Top 3 em downloads e o Top 15 nas vendas gerais. Na Austrália, permaneceu por 2 dias consecutivos entre os mais vendidos na iTunes Store, marcando outro Top 3 do cantor em vendas digitais. Nos EUA e Canadá, o álbum entrou no Top 40 dos mais vendidos, no dia do lançamento.
Em 2023, o álbum retornou às paradas britânicas com o seu lançamento em vinil (LP) e os shows da turnê do cantor pelo país, no mês de fevereiro.
| Parada semanal (2021)                       | Posição |
| ------------------------------------------- | ------- |
| Austrália (Independent Label Albums)        | 4       |
| Austrália (ARIA Australian Digital Albums)  | 6       |
| Austrália (ARIA Australian Albums)          | 16      |
| Austrália (ARIA Australian Physical Albums) | 32      |
| Escócia (Official Scottish Albums)          | 23      |
| Reino Unido (UK Albums Chart)               | 82      |

| Reino Unido (UK Music Charts) | Posição |
| ----------------------------- | ------- |
| UK Album Downloads Chart      | 3       |
| UK Independent Albums Chart   | 6       |
| UK Albums Sales Chart         | 13      |
| UK Physical Albums Chart      | 16      |
| UK Albums Chart Update        | 19      |
| UK Vinyl Albums Chart         | 28      |
| UK Official Albums Chart      | 82      |